# Bai Yansong
 (novembre 2012).
Pour les articles homonymes, voir Bai.
Bai Yansong (né le 20 août 1968) est un journaliste chinois de la Télévision centrale de Chine.

## Biographie
Diplômé de l'école secondaire Hailaer (1985), il part pour le département de journalisme de l’université de communication de Chine. En juillet 1989, diplômé de l'université de communication de Chine, il travaille à la radio nationale de Chine.
En 1993, détaché au CCTV [Quoi ?], il participe à la fondation de Horizon Oriental. Il devient ensuite officiellement le présentateur du Département de Commentaire de Nouvelles de CCTV[pas clair]. En 1997, il collabore au reportage de la rétrocession de Hong Kong où il est chargé de rapporter entièrement le processus du stationnement à Hong Kong de l’armée populaire de Libération de Chine. En 1999, il fait un reportage sur la rétrocession de Macao [réf. nécessaire] et en 2000, assume la charge de présentateur général de l’émission en direct des 27e Jeux olympiques d'été de 2000.
En 2001, il gagne le titre de 11e dix jeunes gens remarquables de Chine.
Il assume ensuite la charge de présentateur des émissions Salle de Presse, Horizon Oriental et Hebdomadaire de Presse puis, en juillet 2005, part à Taïwan  pour interviewer et  enregistrer l’émission spécial Bai Yansong observe Taiwan.
En mars 2007, en préparant la visite officielle au Japon du premier ministre de Chine, Bai Yansong enregistre le film spécial Bai Yansong observe le Japon qui a été émis lors de l’émission Horizon Oriental[réf. nécessaire].
Le 15 avril 2008, il publie un article intitulé ne te punit pas pour les fautes des autres et est une des personnalités qui expriment officiellement son opinion opposée à la campagne de boycottage de Carrefour. Par conséquent, il a été critiqué par l’article publié sur Internet.
Le 12 novembre 2010, il participe à la cérémonie d'ouverture des Jeux asiatiques de Guangzhou et a été extrêmement loué par le public ainsi que le CCTV à cause de son style spécifique et son point de vue particulier[réf. nécessaire].

### Critique de l’accident ferroviaire de 2011 deWenzhou
L’accident ferroviaire de Wenzhou est survenu le samedi 23 juillet 2011 lorsque deux trains à grande vitesse se sont percutés et ont déraillé à Shuangyu (près de Wenzhou), Zhejiang sur la ligne Ningbo – Taizhou – Wenzhou.
Dans le programme de CCTV News 1+1, Bai Yansong a critiqué le travail des autorités. Wang Yongping, porte-parole du ministère des Chemins de fer, a déclaré que la technologie de la Chine ferroviaire à grande vitesse est une avancée, et que « nous avons encore confiance » ce qu'il n’approuve pas : « S’il y a une personne qui a un bon cœur, un bon foie et un bon estomac, mais il est un idiot, est-ce qu’on peut dire qu'il est en bonne santé ? ».
Bai Yansong était particulièrement sceptique sur les efforts de sauvetage, en particulier l'enfouissement des trains. Dans la conférence de presse, Wang Yongping a déclaré que l'enterrement était pour faciliter les opérations de secours. Wang a déclaré : « Quoique vous croyez ou non [cette explication], je le crois » (至于你信不信, 我反正信了).

## Prix et distinction
- Prix : Le Microphone d'Or, 1997
- Prix : Le Prix de Jinying, 2008（Le meilleur Présentateur de Télévision）

## Source
- (zh) Cet article est partiellement ou en totalité issu de l’article de Wikipédia en chinois intitulé « 白岩松 » (voir la liste des auteurs).